# Константиновская мечеть
Константиновская мечеть — мечеть в городе Константиновка Донецкой области Украины. Один из крупнейших исламских центров в Украине.

## История
До постройки мечети местные мусульмане ездили в Донецк на пятничную молитву, а для проведения праздников арендовали помещения.
Строительство мечети велось при содействии Духовного управления мусульман Украины «Умма» , Всеукраинской ассоциации общественных организаций «Альраид», благотворительного фонда «Манаби Аль-Хайр» (Кувейт) и местной мусульманской общины. Строительство продолжалось два года.
Открытие мечети состоялось 7 мая 2011 года. На мероприятие собрались более шестисот мусульман Донбасса и гости из других регионов и стран, в том числе консул Кувейта в Украине Талаль аль-Хазза.
В ходе Вторжения России на Украину 1 марта 2022 года Константиновка подверглась обстрелу со стороны ВС РФ, снаряды повредили мечеть. В здании были выбиты стекла, иссечены стены, пробита крыша. 9 июля повторно пострадала от обстрелов.

## Архитектура
Мечеть венчает золочёный купол диаметром 6 метров и высотой 5 метров. Рассчитана на 350 человек.

## Организация
Местная мусульманская община города Константиновка «Родник» была официально зарегистрирована и входит в состав Духовного управления мусульман Украины «Умма». 5 декабря 2016 года уполномоченный представитель общины подписал Хартию мусульман Украины.